# Net Applications
Net Applications – internetowa firma badawcza działająca w USA. Firma jest powszechnie znana z prowadzenia statystyk udziału systemów operacyjnych i przeglądarek internetowych na światowym rynku.
Siedzibą firmy jest Aliso Viejo w Kalifornii.